# НК-8
НК-8 — турбовентиляторный авиационный двигатель для пассажирских самолётов, устанавливался на самолёты Ту-154 (НК-8-2), Ту-154А, Б (НК-8-2У), Ил-62 (НК-8-4).

## Краткая характеристика ТРДД НК-8
ТРДД НК-8 — двухвальный ВРД со смешением потоков наружного и внутреннего контуров и с реверсивным устройством. Компрессор — осевой двухкаскадный, состоит из двухступенчатого вентилятора (компрессора низкого давления) с двумя подпорными ступенями и шестиступенчатого компрессора высокого давления. Камера сгорания кольцевая, многофорсуночная. Турбина осевая, трёхступенчатая, реактивная, включает одноступенчатую турбину высокого давления и двухступенчатую турбину низкого давления. Камера смешения потоков лепесткового типа. Реверсивное устройство расположено после камеры смешения перед выходным сечением реактивного сопла. Выполнено с двумя противоположно расположенными створками (заслонками), которые на режиме обратной тяги перекрывают газовый тракт двигателя и направляют газовый поток в отклоняющие решётки. Серийное производство: 1964÷1969 гг.

## Основные сведения
На магистральных реактивных самолётах Ту-154, Ту-154А, Ту-154Б, Ту-154Б-1 и Ту-154Б-2 установлены двигатели НК-8-2 и НК-8-2У, на Ил-62 — НК-8-4. Турбореактивный двигатель НК-8 представляет собой двухконтурный двухвальный газотурбинный двигатель со смешением потоков контуров (наружного и внутреннего). На двигатель может устанавливаться как простое реактивное сопло, так и реверсивное устройство, установленное на крайних двигателях — №1 и №3 у Ту-154, №1 и №4 у Ил-62. Реверс позволяет направить газовую струю по направлению полёта, тем самым создав значительную тормозящую силу. Ввиду того, что реверсированные струи направлены под углом 45° к продольной оси самолёта, сила обратной тяги двигателя на реверсе значительно меньше силы прямой тяги на том же режиме.
Основное отличие Ту-154А от своего предшественника заключается в замене двигателя НК-8-2 с взлётной тягой 9500 кгс двигателем НК-8-2У с большей взлётной тягой(10500 кгс).  Этот двигатель является модификацией двигателя НК-8-2, у него повышенная тяга, уменьшенный удельный расход топлива и увеличенная тяга реверса. На взлётном и крейсерских режимах у двигателя НК-8-2У более высокие запасы газодинамической устойчивости. Двигатель НК-8 построен на базе двигателя НК-6 (ТРДДФ с форсажем во внешнем контуре).
Двигатель состоит из:
- — входного направляющего аппарата (ВНА);
- — четырёхступенчатого компрессора низкого давления (КНД), приводимого от двуступенчатой турбины низкого давления;
- — шестиступенчатого компрессора высокого давления (КВД), приводимого от одноступенчатой турбины высокого давления;
- — средней опоры, передающей основную нагрузку от обоих валов на мотогондолу, а также служащей для отбора мощности от ротора высокого давления на коробку привода моторных агрегатов;
- — кольцевой камеры сгорания со 139-ю рабочими форсунками. По некоторым сведениям[каким?], эта камера была скопирована с двигателя Pratt & Whitney J57, который был установлен на самолёте—разведчике Lockheed U-2 сбитом над Свердловском 1 мая 1960 года;
- — и других элементов.

Две первые ступени КНД работают на оба контура двигателя (холодный наружный и горячий внутренний), все остальные ступени компрессора — на горячий контур. Ступени 3 и 3А КВД — фактически две раздельные ступени (два ряда лопаток), но считаются одной ступенью, поэтому КВД может называться 5-ступенчатым, а весь компрессор — 9-ступенчатым. За последней ступенью компрессора идёт отбор воздуха на противообледенительную систему ВНА, кока, воздухозаборника, пневматический привод реверсивного устройства и в самолётную систему сжатого воздуха — для запуска других двигателей, кондиционирования гермокабины, работы противообледенительной системы самолёта и наддува гидробаков.
Противопомпажная механизация компрессора — регулируемый направляющий аппарат (РНА) между КНД и КВД, имеющий два положения (открытое и пусковое), переключаемые в зависимости от оборотов КНД агрегатом АУ-8-4У, и клапаны перепуска воздуха во внешний контур, установленные за 7-й ступенью компрессора, закрываемые агрегатом АУП-8-2 при больших оборотах КВД. При пусковом положении РНА в кабине экипажа горит жёлтое табло «РНА прикрыт», при открытых клапанах перепуска — жёлтое табло «Клапаны перепуск». Для защиты турбины от опасного повышения температуры совместно с двигателем работает электронный регулятор температуры РТ-12, подключённый к тем же термопарам, что и указатель температуры.
РТ-12 вступает в работу по сигналу реле давления на высотах свыше 5000 м при закрытых клапанах перепуска, при опасной температуре газов начинает срезку топлива, о чём сообщает горение красного табло «Опасная t° газов» в кабине, при дальнейшем возрастании температуры выключает двигатель запиткой электромагнита останова, при этом загорается жёлтое табло «Останов t° газов». Блокировка снимается установкой рычага останова двигателя в положение «Останов». На высотах ниже 5000 м РТ-12 работает только на сигнализацию.

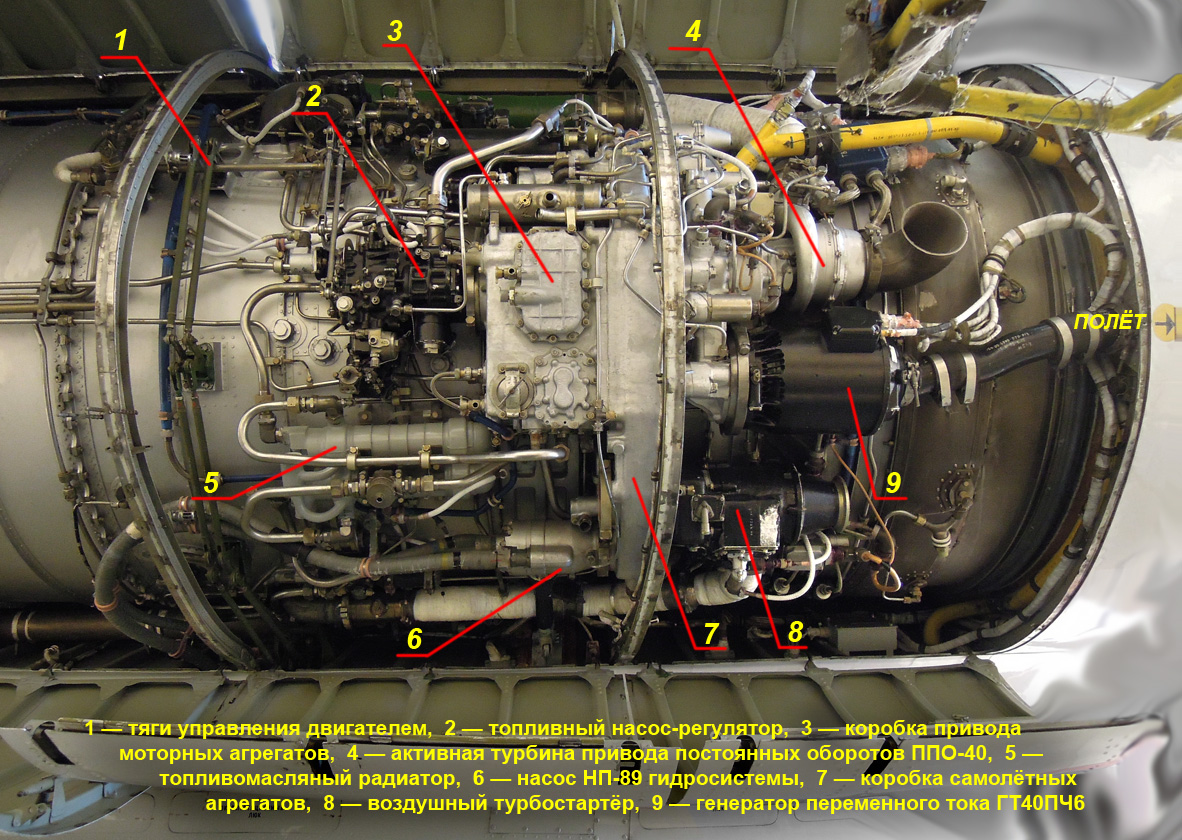
НК-8 в роли третьего двигателя Ту-154

## Технические характеристики
| Тип двигателя                                                                | турбовентиляторный, двухконтурный |
| Степень двухконтурности двигателя                                            | 1                                 |
| Суммарная степень сжатия компрессоров на взлётном режиме (при H=0; V=0; MCA) | 10,8                              |
| Тяга на взлётном режиме (при H=0; V=0; MCA)                                  | 10 500 кгс                        |
| Отрицательная тяга на режиме не выше номинального (при H=0; V=0; MCA)        | 3600 ± 150 кгс                    |
| Время разгона до режима 95 % максимальной тяги реверса                       | 6 с                               |
| Время приёмистости двигателя                                                 | 8—10 с                            |
| Длина двигателя с реверсом и соплом                                          | 5288 мм                           |
| Длина двигателя с реактивным соплом                                          | 4762 мм                           |
| Максимальный диаметр двигателя                                               | 1442 мм                           |
| Сухая масса двигателя                                                        | 2100 кг ± 2 %                     |
| Сухая масса двигателя с реверсом и соплом                                    | 2350 кг ± 2 %                     |
| Ресурс двигателя                                                             | устанавливается бюллетенями       |
| Срок хранения законсервированного двигателя                                  | 5 лет                             |

## Режимы работы двигателя НК-8-2У по Руководству
| Режим двигателя                   | Положение РУД | Обороты КВД* | Обороты КНД* | Сила тяги, тс | Макс. t° выходящих газов, °С |
| Взлётный при V=0, H=0 МСА         | 114°          | 7060/95,5    | 5390/96      | 10,5          | 630                          |
| Взлётный при V=0, H=0, t=30 °C    | —»—           | 7275/98.5    | —            | 10,29         | 665                          |
| Номинал при V=0, H=0 МСА          | 106°          | 6830/92,5    | 5090/90,5    | 8,85          | 590                          |
| 0,85 номинала                     | 96°           | 6630/89      | 4810/85      | 7,5           | 550                          |
| 0,7 Н                             | 86°           | 6400/86,5    | 4510/80      | 6,2           | 500                          |
| 0,6 Н                             | 80°           | 6230/84      | 4260/75,5    | 5,3           | 475                          |
| 0,4 Н**                           | 66°           | 5790/78,5    | 3660/65      | 3,55          | 430                          |
| Малый газ                         | 25-40°        | 4100/55,5    | —            | 0,65          | —                            |
| Полный реверс                     | 3°            | 6510/88      | 4850/86      | –3,48         | —                            |
| Номинал при H=11000 м, V=850 км/ч | 106°          | 6830/92,5    | 5400/96      | 3,02          | —                            |
| 0,85 Н при H=11000 м, V=850 км/ч  | 96°           | 6630/89      | 5200/92      | 2,75          | —                            |

Максимальные обороты, при которых срабатывают ограничители и срезается подача топлива: 7230/98,5* для КВД, 5700/101* для КНД.
Обороты открытия/закрытия клапанов перепуска: 5500/74,5* КВД, при закрытии температура выходящих газов падает на 10-20 °С. При приёмистости допускается закрытие при 80 %, при сбросе — открытие при 60 %.
Обороты перестройки РНА: 2425/43* КНД. При перестройке в открытое положение обороты КНД возрастают примерно на 6 %, при перестройке в пусковое положение падают минимум на 6 %.
```
* — в числителе обороты указаны в мин
–1
, в знаменателе — в процентах по прибору.
** — параметры указаны при закрытых клапанах перепуска.
```